# 願成就院

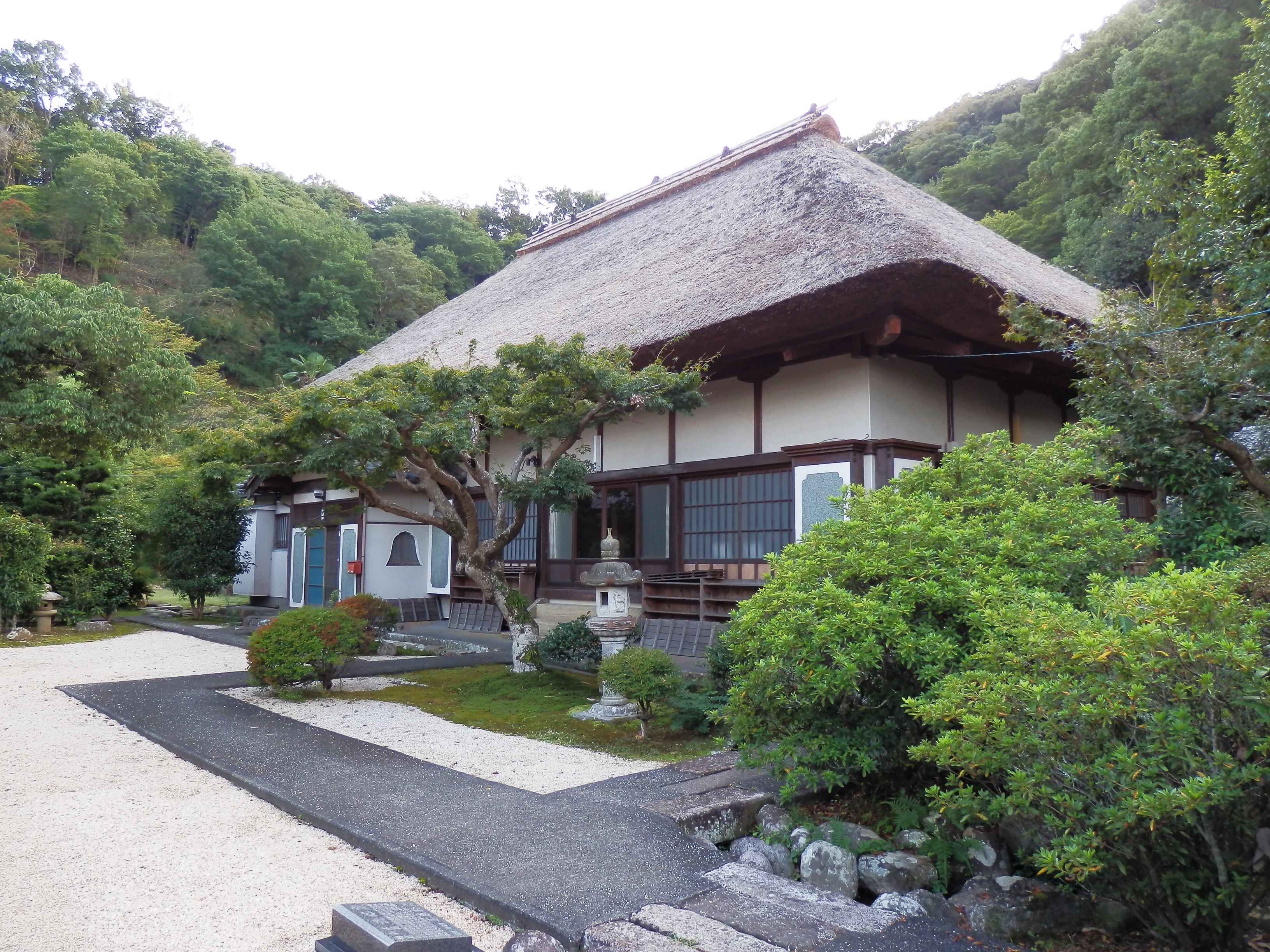
本堂

願成就院（がんじょうじゅいん）は、静岡県伊豆の国市寺家にある、高野山真言宗の寺院。山号は天守君山。国宝の阿弥陀如来坐像など、仏師運慶が手掛けた仏像5体を所有する。境内はかつて壮大な伽藍を誇った願成就院跡として国の史跡に指定されている。

## 歴史
『吾妻鏡』によると、文治5年（1189年）に北条政子の父親で鎌倉幕府初代執権であった北条時政が、娘婿の源頼朝の奥州平泉討伐の戦勝祈願のため建立したという。ただし、寺に残る運慶作の諸仏はその3年前の文治2年（1186年）から造り始められており、奥州征伐の戦勝祈願のためというよりは、北条氏の氏寺として創建されたものと考えられている。
『吾妻鏡』には、嘉禎2年（1236年）までの間、願成就院の仏堂、塔などの伽藍造営に関する記事が散見され、北条時政とその子義時、孫の泰時の代にかけて次々に伽藍は拡大したことがわかる。現境内の北方、住宅地を挟んで500メートルほど離れた位置に礎石などの遺構が確認されており、同遺構と現境内の間には苑池の跡も見出された。全盛期には巨大な池とその中の小島を橋でつなぎ、多くの堂宇や塔がそびえ立つ、藤原時代様式の壮大な伽藍を誇る伊豆屈指の大寺院として栄華を誇った。

しかし延徳3年（1491年）に北条早雲 （伊勢宗瑞）による動乱で願成就院はほぼ全焼し、僅かに再建された堂宇も後年の豊臣秀吉の小田原征伐の際に再び全焼、本尊を始めとする仏像数躯は僧侶らの手によって運び出され焼失は免れたが多くの寺宝は灰燼に帰し、願成就院は事実上壊滅した。

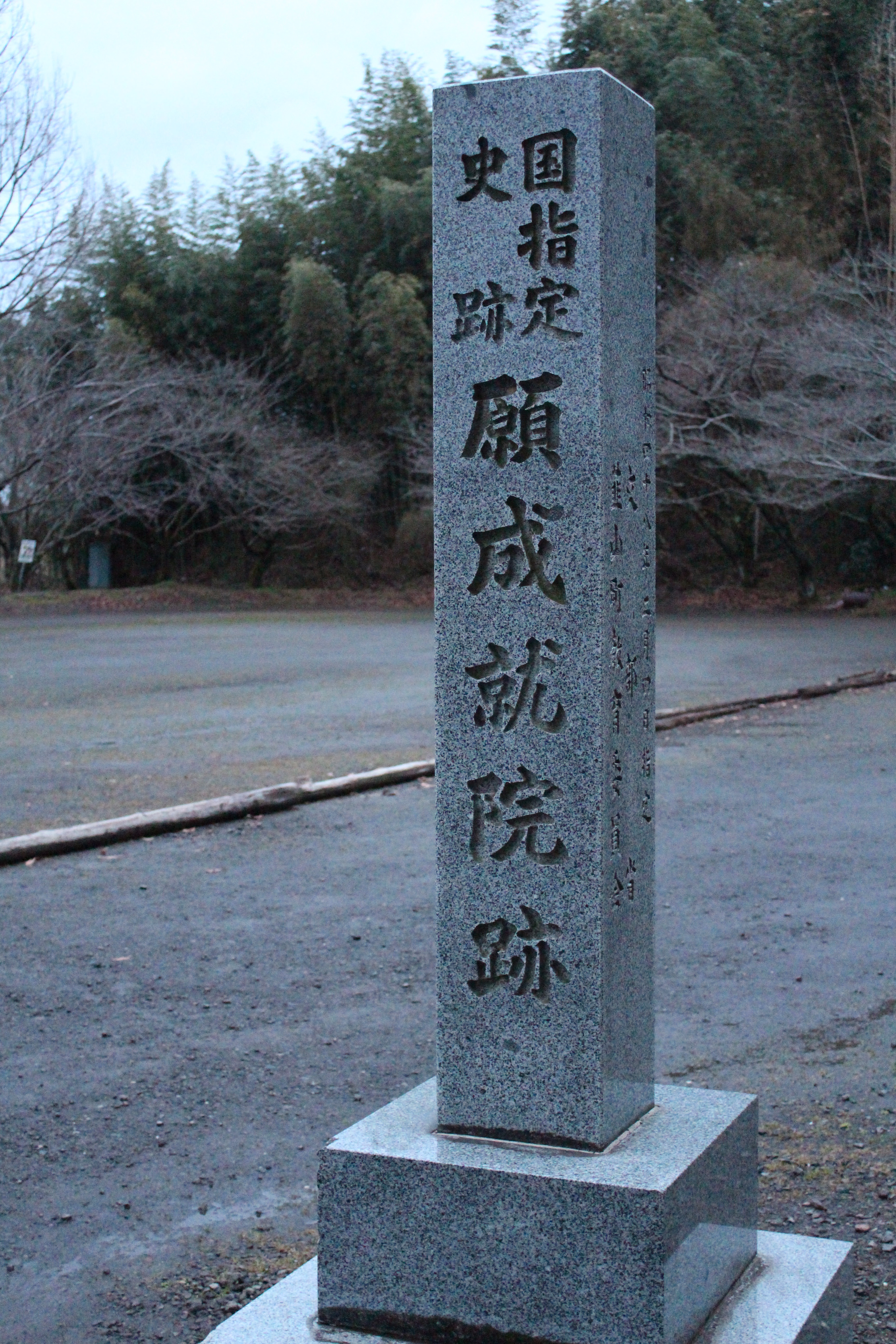
願成就院史跡

しかし江戸時代に後北条氏の末裔、北条氏貞が再建し、現在の遺構はほぼその当時のものである。現存する茅葺の本堂は、棟札から寛政元年（1789年）の建立とわかる。昭和30年代には本堂横に大御堂が建立された。現在は小さな境内であるが、裏山一帯は往時の願成就院の敷地であった。

## 境内
- 山門
- 本堂
- 大御堂
- 鐘楼
- 六地蔵
- 北条時政の供養墓
- 足利茶々丸の墓

## 文化財

### 国宝
- 運慶作の仏像 5躯 附 五輪塔形木札 4枚。

2013年（平成25年）6月19日付けで、仏像5躯（大御堂安置）が国宝に一括指定されている。仏像の胎内から銘札が発見され、施主が北条時政で文治2年（1186年）制作と判明。
- 木造阿弥陀如来坐像 運慶作 1躯

鎌倉時代、運慶作。像高142cm。胸前に両手を挙げる説法印の阿弥陀如来像である。前時代の平安後期に盛んに造られた定朝様（じょうちょうよう）の阿弥陀如来像と比べて堂々とした体格と彫りの深い衣文が特色である。たび重なる戦火等によって傷つき、破損箇所も多いが、寺僧らの尽力によって今日まで現存している。「吾妻鏡」に運慶が阿弥陀如来像を造像した旨の記述があり、現存する眷属の不動明王ニ童子像と毘沙門天像が、像内納入品等から運慶の真作であると確認されていること等から、阿弥陀如来像も運慶の作とされている。
- 木造不動明王二童子立像 運慶作  3躯

像高は不動像が136.8cm、制吒迦童子（せいたかどうじ）像が81.8cm、矜羯羅童子（こんがらどうじ）像が77.9cmである。本尊阿弥陀如来の眷属（脇侍）として安置されている。不動明王像と毘沙門天像（後出）の胎内に納められていた塔婆形銘札（めいさつ）には、「文治2年（1186）5月3日、北条時政の発願により運慶が造り始めた」という趣旨の記載がある。この銘札は、江戸時代の修理の際に取り出されていたもので、この銘札と願成就院の諸仏とを結びつけることには慎重な意見も多かった。しかし、神奈川県・浄楽寺にある運慶作の不動明王、毘沙門天像の胎内からも同様の銘札が発見されたこと、さらには願成就院の二童子像の胎内からも新たに銘札が発見されたことから、願成就院の阿弥陀如来像・不動明王二童子像・毘沙門天像は運慶の真作であると認められるようになった。30歳代の運慶の真作と呼べる作品は非常に少ないが、この不動明王ニ童子像はその時期の作品である。中尊の不動明王像は肉付きのよい逞しい体つきが特色である。平安時代中期以降の不動明王像は、安然の「不動十九観」に基づき、片目で天、片目で地を睨み（天地眼）、口から2本突き出した牙は片方が上向き、もう片方が下向きとなる（牙上下出相）左右非対称の面相で表現されることが多いが、この不動明王像は両目とも真正面を見据え、牙は2本とも下向きとなる、左右対称の面相となっている。目は水晶に瞳を描いてはめ込んだ「玉眼」と呼ばれる技法で制作されており、爛々とした輝きを持つ。戦火を免れ現在に残る。
- 木造毘沙門天立像 運慶作 1躯

本尊阿弥陀如来の眷属（脇侍）として安置されている。不動明王ニ童子像と同様、胎内に納められていた運慶の名のある塔婆形名札が保存されており、運慶の真作であることが確認されている。鎧をまとい邪鬼を踏みつけて立つ一般的な毘沙門天像のスタイルであるが、不動明王像と同様に体格が堂々とした武道家のような重量感溢れるものであり、厚い胸板と引き締まった腹、しっかりと筋肉のついた腰によって、鎧を着込んだ姿にもかかわらず躍動感に溢れている。眼も玉眼を使用して生き生きとした表現が取られている。胎内の塔婆形名札には不動明王ニ童子と同じ日付で造像開始されたことが記載されており、数多くの戦火を逃れて現在に残る。
- 附 五輪塔形木札 4枚

大札2枚と、小札2枚があり、大札2枚が不動明王と毘沙門天像に、小札2枚が制吒迦童子と矜羯羅童子に納められていた。それぞれに梵字で、五大種子、梵字宝篋印陀羅尼及文治二年五月、巧師勾当運慶、檀越平時政、執筆南無観音等の記がある。

### 国の史跡
- 願成就院跡 - 指定年月日：1973年（昭和48年）2月14日[10]。

実測調査で北側が池跡と確認され、1970年（昭和45年）の発掘調査で、『吾妻鏡』記載の南塔跡、南新御堂跡、その他を確認、また出土品などから、この地が北条時政・義時・泰時3代で完成した浄土系伽藍の願成就院跡であることを確定されている。

### 静岡県指定文化財
有形文化財：彫刻
- 木造地蔵菩薩坐像 - 指定年月日：2001年（平成13年）3月15日。

像高は51.6cm。頭と体幹部を前後二材矧ぎで割首、像底は膝裏の高さで上底式にえぐり残している。像底に寛喜（1229年～1232年）の朱書銘があり、補筆の部分もあるが、面相の表現や、やや反り気味の姿勢、安坐する姿などからも鎌倉時代前期の作品と考えられている。北条政子七回忌に、北条泰時が願成就院に奉納した地蔵菩薩坐像。本像は顔が北条政子の顔となっているといわれ、政子地蔵菩薩の通称がある。数多くの戦火を奇跡的に生き延びて民間の手に渡っていたが、後に願成就院に戻された。1940年（昭和15年）に重要美術品に認定されている。
- 木造阿弥陀如来坐像 - 指定年月日：2001年（平成13年）3月15日。

像高は86.8cm。頭・体幹部を左右二材矧ぎで割首とし、像底は膝裏の高さで上底式にえぐり残している。これら鎌倉時代前期の運慶派の作例の特徴で、また、顔の張や肉髻や着衣の形状、体躯の堂々とした量感などからも鎌倉時代前期の作品と考えられる。

### その他寺宝
- 北条時政肖像[13]。
- 願成就院 修治記 - 宝暦3年（1753年）の寺の復興と運慶作仏像の修理に関する記録[13]。
- 後北条氏虎朱印状 - 永禄2年（1559年）11月16日、評定衆から願成就院の十穀聖に出された書状。他に天文15年（1546年）と天文22年（1553年）の朱印状がある[13]。

## アクセス
- 伊豆箱根鉄道韮山駅下車、徒歩15分、タクシー5分
- 所在地：静岡県伊豆の国市寺家83-1
- 拝観：10:00～16:00 火・水曜休